# Inácio Koury Gabriel Neto
Inácio Koury Gabriel Neto (Belém do Pará, 30 de junho de 1950 — Belém do Pará, 29 de outubro de 2001) foi um engenheiro e professor envolvido na vida política do estado do Pará. Inácio Gabriel ao longo da sua carreira assumiu muitos cargos e funções e pode-se destacar alguns dos muitos por onde passou: Programador do Serviço de Estatística e Computação da UFPA, Engenheiro da Petrobrás, Coordenador do Curso de Tecnólogo em Processamento de Dados da UFPA por quase 10 anos, Professor do Departamento de Informática desde de 1975, Assessor Técnico Administrativo do Serviço de Estatística e Computação da UFPA, Analista de Sistemas do Serviço de Estatística e Computação da UFPA.
Durante o governo Almir Gabriel (1995 - 2003) esteve diretamente envolvido com a gerência de diversos órgãos públicos. Foi Diretor Presidente da Empresa de Processamento de Dados - PRODEPA - e Diretor Presidente da Companhia de Saneamento do Pará - COSANPA. Seu último cargo público exerceu como Secretário Executivo de Obras Públicas - SEOP.

## Prêmios e honrarias
- Medalha do Mérito Coronel Fontoura - Polícia Militar do Estado do Pará
- Ordem do Mérito Cabanagem - Assembleia Legislativa do Estado do Pará
- Comendador - Ordem do Mérito Comunitário - Distrito de Nova Marambaia em 15/07/1999

## Homenagens póstumas
Inácio Gabriel recebeu as seguintes homenagens póstumas pelos serviços prestados ao próximo em vida:
Recebeu do então Governador Almir Gabriel no dia 9 de dezembro de 2002 a Comenda da Ordem do Mérito Grão Pará, destinada a agraciar personalidades que se tenham destacados por seus notórios merecimentos ou por assinalados serviços, tornado dignas da gratidão do povo e do governo paraense.
Recebeu a Comenda Mérito do Saneamento – da Companhia de Saneamento do Pará – COSANPA –, no dia 6 de janeiro de 2003 pelos relevantes serviços quando Presidente daquela companhia.
A SEDUC homenageou Inácio como nome de uma escola de ensino médio, em Castanhal, cujo nome é: Colégio Estadual Inacio Koury Gabriel Neto.
A SUCESU- Sociedade de Usuários de Informática e Telecomunicações – Seccção Pará – batizou o Prêmio Presonalidade de Informática dada a personalidade que se destaca na área de informática ou de telecomunicações, para Prêmio Personalidade de Informática Inacio Koury Gabriel Neto, em 16 de outubro de 2003.
Foi convidado a receber o Prêmio Imprensa – troféu Brasil – promovido pela TV Câmera, em 24 de outubro de 2001, sendo que o premio seria entregue em Brasília no dia 21 de novembro.
Inscrição no Livro do Mérito do CREA-PA: uma premiação e homenagem póstuma distinta a profissionais que prestaram relevantes serviços em suas áreas de atuação no Sistema CONFEA/CREA, em 21 de junho de 2012.